# 2019年美国大规模枪击案列表
这是2019年发生在美国的大规模枪击事件的一份统计名单。大规模枪击事件是涉及到多名与枪支有关的暴力受害者的事件。然而其准确的纳入标准仍然存在争议，一直没有一个被广泛接受的定义。
枪支暴力档案（GVA)，是一家追踪美国枪击案及其特征的非营利性研究组织，他们将大规模枪击事件的标准定义为：在一次枪击事件中，四人及以上（不包括犯罪者）大致在同一时间在一个地方被枪杀（或因此受伤）。 而国会研究处进一步缩小了该定义的范围，将其定义为“公共大规模射杀”事件，该定义只考虑受害者中被杀害的人，而不包括在事件中生还的受害者。 《华盛顿邮报》 和《琼斯母亲》使用了与之类似的定义。国会研究处承认它们的定义"是对这个问题采取的保守措施"，因为许多此类事件中的死亡人数正在逐渐减少。 众包的大规模枪击跟踪项目将大规模枪击事件定义为"在一次单一的枪击事件中有四人或及以上被射中。这其中可能包括枪手本人，或被警察射中的枪手周围的平民。"
截止到2019年7月31日，已有248次大规模枪击事件符合本条目的入选标准。平均每天发生1.2次此类枪击事件。在这些枪击案中，有979人受伤，246人死亡（共有1225名受害者）。

## 定义
大规模枪击事件有很多种定义，以下列举出一些比较广泛使用的定义：
- 斯坦福大学的MSA数据项目：在同一个地点，在大致相同的时间内，不包含犯罪者，遭到三次及以上射击的事件。（不包括有组织犯罪、以及帮派相关的和与药物有关的枪击事件）[7]
- 大规模枪击事件追踪者：一次事件中，在一个地点，在大约同一时间内射击四次或更多次。[6]
- 枪支暴力档案/声音传媒：在同一时间，在同一地点，不包括犯罪者，发生四起或更多事件。[3][8]
- 《琼斯母亲》：一次事件中，在公共场所，不包括犯罪者，三人及以上被开枪杀害。[5]
- 《华盛顿邮报》：一次事件中，在公共场所，不包括犯罪者，四人及以上被开枪杀害。[4]
- ABC新闻/联邦调查局：一次事件中，在同一地点，在大约同一时间，不包括犯罪者，四人及以上被开枪杀害。[9]
- 美国国会研究服务：一次事件中，在公共场所，不包括犯罪者，不包括与帮派有关的杀人事件以及以利润为动机的事件，四人及以上被开枪杀害。[1]

仅列出了来源于至少被上述两种（媒体、杂志或组织）记录的大规模枪击事件。

## 名单
| 日期          | 地点                                  | 死亡人数 | 受伤人数 | 总计 | 事件描述 |
| ------------- | ------------------------------------- | -------- | -------- | ---- | --- |
| 2019年8月6日  | 密歇根州，底特律                      | 0        | 4        | 4    | 在发生争执以后，有四人遭到枪击，四人受伤。 |
| 2019年8月5日  | 马里兰州，苏特兰                      | 1        | 3        | 4    | 在葬礼之后发生了大规模枪击事件，一人死亡，三人受伤。 |
| 2019年8月5日  | 纽约，布鲁克林                        | 0        | 4        | 4    | 在纽约布鲁克林举行的烛光守夜活动中发生枪击事件，四人受伤。 |
| 2019年8月4日  | 田纳西州，孟菲斯                      | 1        | 3        | 4    | 在清晨发生的射击事件中，一人死亡，三人受伤。 |
| 2019年8月4日  | 密西西比州，格林纳达                  | 0        | 4        | 4    | 在夜间发生的射击事件中，四人受伤。 |
| 2019年8月4日  | 伊利诺伊州，芝加哥                    | 1        | 7        | 8    | 在Lawndale社区发生的枪击事件中，一人死亡，七人受伤。 |
| 2019年8月4日  | 伊利诺伊州，芝加哥                    | 0        | 7        | 7    | 在道格拉斯公园附近发生的驾驶射击事件中，七人受伤。 |
| 2019年8月4日  | 俄亥俄州，代顿                        | 10       | 27       | 37   | 2019年代顿枪击案: 犯罪者在被警察拒绝入境后，在酒吧外开枪射杀了九人，射伤二十七人，后被警察射杀。                                                                                           |
| 2019年8月3日  | 德克萨斯州，埃尔帕索                  | 22       | 24       | 46   | 2019年埃尔帕索枪击案:在切洛·维斯塔购物中心附近的沃尔玛发生的枪击事件中，共二十二人死亡，二十四人受伤。犯罪者被警方逮捕。                                                                   |
| 2019年8月2日  | 马里兰州庞弗雷特                      | 3        | 1        | 4    | 一名男子在开枪射杀了他孩子的祖父母后，射伤了随后赶到的亲属车上一名11岁的男孩，在逃离现场后自杀。                                                                                           |
| 2019年8月2日  | 弗吉尼亚州，萨福克郡                  | 2        | 3        | 5    | 该事件有多个犯罪现场，共两名男子被杀，两名妇女和一名两岁女孩受伤。 |
| 2019年7月31日 | 印第安纳州，埃尔克哈特                | 3        | 1        | 4    | 警察在对一个高级住宅区中发生的枪击事件进行调查时，发现三名死者和一名伤者。据信，其中一名死者为犯罪者。                                                                                     |
| 2019年7月30日 | 密西西比州，南海文                    | 2        | 2        | 4    | 一名男子在沃尔玛超市中射杀两人，射伤一名警察后，被警察射伤并逮捕。 |
| 2019年7月30日 | 俄克拉荷马州，哈斯克尔县              | 0        | 4        | 4    | 在多人试图闯入住宅时，开枪射击，共四人受伤。 |
| 2019年7月30日 | 德克萨斯州，罗森伯格                  | 3        | 1        | 4    | 一名男子在射杀了其妻女友的父母，并射伤了其前女友后自杀。 |
| 2019年7月30日 | 俄亥俄州，哥伦布                      | 0        | 5        | 5    | 五个人在通过爱彼迎租赁的房间中被射伤。 |
| 2019年7月28日 | 威斯康辛州，奇珀瓦福尔斯              | 5        | 2        | 7    | 犯罪者在射杀四人，射伤五人之后，开枪自杀。 |
| 2019年7月28日 | 加利福尼亚州，吉尔罗伊                | 4        | 12       | 16   | 吉尔罗伊大蒜节枪击案:在吉尔罗伊大蒜节枪击案中，共十六人遭到枪击，其中四人死亡（包括犯罪者和两名儿童），十二人受伤。                                                                        |
| 2019年7月28日 | 宾夕法尼亚州，尤宁敦                  | 0        | 4        | 4    | 在一次大型聚会中，犯罪者分别在两条街道上进行射击，共射伤四人。 |
| 2019年7月28日 | 宾夕法尼亚州，费城                    | 1        | 5        | 6    | 一群人在准备拍摄说唱视频前，被不知名的犯罪者开枪射击，共造成一人死亡，五人受伤。 |
| 2019年7月28日 | 伊利诺伊州，芝加哥                    | 0        | 4        | 4    | 在朗代爾鎮區的一个加油站外发生的驾驶汽车射击事件中，共四人受伤（一女三男）。 |
| 2019年7月28日 | 华盛顿                                | 0        | 4        | 4    | 有四名受害者站在酒吧/夜总会外时，被射伤。 |
| 2019年7月27日 | 堪萨斯州，威奇托                      | 1        | 3        | 4    | 在一栋公寓大楼前的停车场，犯罪者下车后对人群开枪射击，造成一人死亡，三人受伤。犯罪者在后续调查中被警方逮捕。                                                                               |
| 2019年7月27日 | 纽约，布鲁克林                        | 1        | 12       | 13   | 在 布朗斯维尔的一个操场上，共十三人遭到枪击，其中一人死亡，十二人受伤。 |
| 2019年7月25日 | 北卡罗来纳州，阿尔伯马尔              | 3        | 1        | 4    | 在一个谋杀—自杀双重案中，二十四岁犯罪者在射杀其母亲和祖父母后，开枪自杀（但被其后赶来的警察送往医院抢救后脱离生命危险）。                                                                  |
| 2019年7月25日 | 加利福尼亚州，洛杉矶                  | 4        | 2        | 6    | 一名男子在圣费尔南多谷四个不同的犯罪现场枪杀了四人，射伤了两人，死者中还包括犯罪者的父亲和兄弟。                                                                                           |
| 2019年7月23日 | 佛罗里达州，彭布罗克公园              | 2        | 2        | 4    | 一群人的争吵升级为了枪击事件，该事件共导致两人死亡，两人受伤。 |
| 2019年7月21日 | 伊利诺伊州，芝加哥                    | 0        | 4        | 4    | 犯罪者向聚集在加油站外的人群开火，导致了四人受伤。 |
| 2019年7月21日 | 华盛顿                                | 0        | 4        | 4    | 根据监控视频显示，此次枪击事件中共有四人受伤。 |
| 2019年7月20日 | 新泽西州，泽西市                      | 0        | 6        | 6    | 在一次发生在夜间的枪击事件中，共有六人受伤。zai |
| 2019年7月20日 | 宾夕法尼亚州，克莱顿镇                | 0        | 4        | 4    | 年仅14—18岁的四名青少年在毕业聚会上遭枪击受伤。 |
| 2019年7月20日 | 伊利诺伊州，芝加哥                    | 0        | 7        | 7    | 两伙人在林肯公园发生争执并升级为枪击事件，此次事件共导致七人受伤。 |
| 2019年7月18日 | 伊利诺伊州，芝加哥                    | 1        | 3        | 4    | 在芝加哥西区加菲尔德公园的一所房子的门廊门廊内，一名妇女被射杀，还有三人受伤。 |
| 2019年7月17日 | 德克萨斯州，拉伯克                    | 1        | 3        | 4    | 一名枪手袭击了一辆汽车上的五名男子，造成一人死亡，三人受伤。 |
| 2019年7月16日 | 德克萨斯州，圣安东尼奥                | 0        | 4        | 4    | 一次争执升级引发的枪击事件中，一名男子对同在搬家公司同事开枪，造成四人受伤。嫌疑人随后被警察逮捕。                                                                                         |
| 2019年7月15日 | 路易斯安那州，新奥尔良                | 1        | 3        | 4    | 在一栋公寓大楼内发生的枪击事故中，有一人死亡，三人受伤1. |
| 2019年7月15日 | 佐治亚州，亚特兰大                    | 0        | 4        | 4    | 在一桩潜在的毒品交易引发的枪击事件中，共四人受伤。 |
| 2019年7月15日 | 马里兰州，巴尔的摩                    | 2        | 2        | 4    | 一名男子试图用枪索要美沙酮，在开枪打死一人，打伤两人后，被警方击毙。 |
| 2019年7月13日 | 宾夕法尼亚州，费城                    | 0        | 7        | 7    | 在一场社区篮球赛进行时发生的枪击案中，七人受伤。 |
| 2019年7月13日 | 伊利诺伊州，芝加哥                    | 1        | 4        | 5    | 在芝加哥南区发生的一起驾驶汽车射击事件，导致一人死亡，四人受伤。 |
| 2019年7月11日 | 德克萨斯州，休斯敦                    | 0        | 4        | 4    | 四名嫌疑人在一处公寓大楼的公共区域开枪，打伤四名青少年。 |
| 2019年7月8日  | 北卡罗来纳州，曼森 (北卡羅萊納州)     | 2        | 2        | 4    | 一场家庭纠纷升级，造成两人死亡，两名儿童（分别为10岁和16岁）受伤。 |
| 2019年7月8日  | 华盛顿                                | 0        | 4        | 4    | 四名犯罪者在一家7-Eleven商店外开枪打伤四名男子。 |
| 2019年7月7日  | 密歇根州，弗林特                      | 2        | 4        | 6    | 六人在加油站的车辆中遭到枪击，时间共导致两人死亡，四人受伤。警察正在寻找两名嫌疑人。 |
| 2019年7月7日  | 堪萨斯州，威奇托                      | 0        | 4        | 4    | 在一次争吵引发的升级事件中，共四人因枪击而受伤。 |
| 2019年7月7日  | 伊利诺伊州，芝加哥                    | 0        | 4        | 4    | 芝加哥恩格尔伍德附近凌晨发生枪击事件，造成四人受伤。 |
| 2019年7月7日  | 新墨西哥州，阿尔伯克基                | 0        | 4        | 4    | 在市中心的一个停车场中发现有四人受伤。 |
| 2019年7月6日  | 加利福尼亚州，圣阿塞                  | 0        | 4        | 4    | 警方发现四人受伤，他们对枪击电话作出回应：受害者已离开枪击发生的地点。 |
| 2019年7月6日  | 密歇根州，圣克莱尔海岸                | 2        | 2        | 4    | 在一场关于烟花引发的争执升级后，一名男子向人群开枪，打伤一名12岁的儿童和一名妇女，然后将自己关在家中。警方后续发现他和一名女子在家中死亡。                                                 |
| 2019年7月6日  | 北卡罗来纳州，夏洛特                  | 0        | 4        | 4    | 在涉及乘坐共享车辆引发的争议升级后，有四人在麦当劳的停车场被开枪射伤。 |
| 2019年7月5日  | 布鲁克林，纽约                        | 0        | 4        | 4    | 一名持枪歹徒在东纽约附近开枪射伤了四人。 |
| 2019年7月5日  | 伊利诺伊州，芝加哥                    | 0        | 5        | 5    | 在芝加哥伍德劳恩社区的一次枪击事件中，共有五人受伤。 |
| 2019年7月5日  | 内华达州，里诺                        | 1        | 3        | 4    | 在枪击事件中，共一人死亡，三人受伤。 |
| 2019年7月5日  | 阿肯色州，格雷维特                    | 4        | 0        | 4    | 在一起蓄意谋杀事件中，共有四人被射杀在家中。 |
| 2019年7月5日  | 马萨诸塞州，波士顿                    | 0        | 6        | 6    | 在罗克斯伯里社区附近发生的枪击事件中，共有六人受伤。 |
| 2019年7月4日  | 伊利诺伊州，芝加哥                    | 1        | 3        | 4    | 一名嫌疑人从一辆汽车上开枪，造成一人死亡，三人受伤。 |
| 2019年7月4日  | 加利福尼亚州，洛杉矶                  | 0        | 4        | 4    | 两名肇事者在具有历史意义的洛杉矶中南部历史街区开枪，造成包括一名15岁女孩在内的四人受伤。                                                                                                   |
| 2019年7月4日  | 伊利诺伊州，罗克福德                  | 0        | 4        | 4    | 一场争吵升级引发的枪击事件中，共计四人受伤。 |
| 2019年7月4日  | 加利福尼亚州，弗雷斯诺                | 1        | 3        | 4    | 在独立日的活动中发生枪击事件，造成一人死亡，三人受伤。 |
| 2019年7月3日  | 德克萨斯州，凯蒂                      | 2        | 3        | 5    | 行凶者在乔迁派对上开枪打死了他的妹妹并射伤了其他三人。他后来在医院去世。 |
| 2019年7月2日  | 伊利诺伊州，华盛顿公园                | 0        | 4        | 4    | 一名16岁的少年、12岁的少年和一名成年人因烟花引起的争吵升级而被射伤。行凶者被一名旁观者开枪射伤。                                                                                           |
| 2019年7月2日  | 密苏里州，韦尔斯顿                    | 0        | 4        | 4    | 就在午夜前，当地一家食品店附近发生了一起驾车枪击事件，造成四人受伤。 |
| 2019年7月1日  | 马里兰州，巴尔的摩                    | 0        | 4        | 4    | 犯罪者在靠近一群妇女后开枪射击，导致四名妇女受伤，其中两名被警察首先发现后送往医院，还有两名女性随后被发现。                                                                               |
| 2019年6月30日 | 加利福尼亚州，奥克兰                  | 0        | 4        | 4    | 在一栋公寓大楼外发生的枪击事件中，一名12岁的男孩和三名成年人受伤。 |
| 2019年6月30日 | 加利福尼亚州，尤卡帕                  | 0        | 5        | 5    | 在移动家庭公园的烧烤区域，两伙人发生了争吵后，升级为了枪击事件，共导致五人受伤。 |
| 2019年6月30日 | 德克萨斯州，达拉斯                    | 2        | 2        | 4    | 在一座公寓大楼外的操场上，犯罪者驾车向一群青少年射击，事件共导致两人死亡，两人受伤。 |
| 2019年6月30日 | 纽约，长岛                            | 0        | 6        | 6    | 有六人在纽约长岛举行的家庭聚会上遭到枪击。 |
| 2019年6月29日 | 路易斯安那州，巴吞鲁日                | 0        | 7        | 7    | 一群人在一家夜总会外发生了肢体上的冲突，而后事件升级，演变为枪击事件，导致七人被射伤。 |
| 2019年6月29日 | 康涅狄格州，哈特福德                  | 0        | 4        | 4    | 事件中共四人受伤，两人被立即送往医院，还有两人仍在现场。 |
| 2019年6月29日 | 伊利诺伊州，芝加哥                    | 0        | 5        | 5    | 在近西区的一场聚会中发生了枪击事件，时间共导致五人受伤。 |
| 2019年6月28日 | 佐治亚州，亚特兰大                    | 0        | 7        | 7    | 在一次驾驶射击事件中，共有两辆车进行射击，导致七人受伤。 |
| 2019年6月28日 | 新泽西州，帕特森                      | 0        | 4        | 4    | 在一条街道上发生的枪击事件中，共有四人受伤。 |
| 2019年6月28日 | 康涅狄格州，哈姆登                    | 0        | 5        | 5    | 在一场大型的家庭派对中，五人遭到枪击，警方目前正在搜寻犯罪嫌疑人。 |
| 2019年6月27日 | 佐治亚州，亚特兰大                    | 0        | 7        | 7    | 在老四号病房附近发生的驾车射击事件中，共有七人受伤，其中两人伤势不容乐观。 |
| 2019年6月26日 | 俄亥俄州，阿克伦                      | 1        | 3        | 4    | 在一次入室犯罪事件中，犯罪者将一名男子射杀，并将三人射伤（包括一名男孩）。 |
| 2019年6月23日 | 加利福尼亚州，圣阿塞                  | 5        | 0        | 5    | 在一栋家庭居所内，犯罪者在枪杀了四人后自杀，其动机仍在调查中。 |
| 2019年6月23日 | 南卡罗来纳州，阿比维尔                | 3        | 1        | 4    | 在一栋公寓大楼发生的枪击事件中，有两人死亡，两人受伤。其中一名受害者后来在医院因伤势过重死亡。                                                                                             |
| 2019年6月23日 | 俄亥俄州，哥伦布                      | 0        | 5        | 5    | 在当地一家摩托车俱乐部外的一次驾车射击中，有五人受伤。 |
| 2019年6月23日 | 加利福尼亚州，拉霍亚                  | 1        | 3        | 4    | 在一场派对上发生的驾车射击事件中，共有一人死亡，三人受伤。 |
| 2019年6月23日 | 印第安纳州，南本德                    | 1        | 10       | 11   | 犯罪者向一家当地酒吧中的顾客们开火，导致一人死亡，十人受伤。 |
| 2019年6月22日 | 宾夕法尼亚州，费城                    | 0        | 4        | 4    | 一次夜间发生的枪击事件中，共四人受伤。 |
| 2019年6月22日 | 弗吉尼亚州，汉普顿                    | 0        | 4        | 4    | 在巴克罗海滩发生的枪击事件中，两名儿童和两名成年人受伤。 |
| 2019年6月22日 | 马里兰州，巴尔的摩                    | 1        | 4        | 5    | 一名持枪歹徒向一群人开枪，造成一名19岁男子死亡，另有四人受伤。 |
| 2019年6月21日 | 密歇根州，萨吉诺县                    | 1        | 3        | 4    | 在城市西边发生的一起枪击事件中，共有一人死亡，三人受伤。 |
| 2019年6月21日 | 加利福尼亚州，里士满                  | 0        | 5        | 5    | 在一起驾车射击事件中，共有五人受伤。 |
| 2019年6月21日 | 伊利诺伊州，芝加哥                    | 0        | 4        | 4    | 在百汇花园之家公寓大楼外发生的枪击事件中，共有四人受伤（包括一名孕妇）。 |
| 2019年6月20日 | 宾夕法尼亚州阿伦敦                    | 0        | 10       | 10   | 在一家夜总会外发生的枪击事件中，共有十人受伤。 |
| 2019年6月18日 | 新泽西州纽瓦克                        | 1        | 6        | 7    | 犯罪地点在市中心的两个不同地方，枪击事件共导致一人死亡，六人受伤。 |
| 2019年6月17日 | 德克萨斯州圣安东尼奥                  | 0        | 4        | 4    | 在与另一名驾车者发生争执后，事件升级为枪击事件，导致四人受伤。 |
| 2019年6月17日 | 田纳西州孟菲斯                        | 0        | 5        | 5    | 在一栋公寓的停车场发生的枪击事件中，共有五人受伤。 |
| 2019年6月16日 | 宾夕法尼亚州费城                      | 1        | 7        | 8    | 在一场毕业聚会上发生的枪击事件中，共有一人死亡，七人受伤。所有受害者都在15至17岁之间。 |
| 2019年6月16日 | 肯塔基州路易维尔                      | 1        | 6        | 7    | 警方在酒店附近发现五名男子和两名女子遭到枪击。其中一名男子后续在医院中死亡。 |
| 2019年6月16日 | 爱荷华州得梅因                        | 0        | 6        | 6    | 在一起驾车射击事件中，犯罪者对一群聚会后站在街上的青少年（年龄在16至20岁之间）开枪，导致六人受伤。                                                                                         |
| 2019年6月15日 | 路易斯安那州什里夫波特                | 0        | 4        | 4    | 发生在一家夜总会外的驾车射击事件中，共有四人受伤。 |
| 2019年6月15日 | 爱荷华州西得梅因                      | 4        | 0        | 4    | 四人被发现死在一间房屋中，其中两名成人，两名儿童。尸体上有明显的枪伤。 |
| 2019年6月12日 | 北卡罗来纳州夏洛特                    | 1        | 3        | 4    | 两名犯罪者在派对上对受害者进行射击，导致一人死亡，三人受伤。 |
| 2019年6月11日 | 佐治亚州萨凡纳                        | 2        | 2        | 4    | 在大马士革街区发生的枪击事件中，两人因伤势过重死亡，两人被送往医院进行治疗。 |
| 2019年6月11日 | 科罗拉多州奥罗拉                      | 0        | 4        | 4    | 在夜间发生的枪击事件中，共四人受伤，伤者被送往医院接受治疗。 |
| 2019年6月9日  | 田纳西州亨宁                          | 1        | 3        | 4    | 在一家夜总会发生的的枪击事件中，一人死亡，三人受伤。 |
| 2019年6月9日  | 纽约布法罗                            | 0        | 4        | 4    | 在争执升级为枪击事件后，四人被开枪击伤。 |
| 2019年6月9日  | 俄亥俄州克利夫兰                      | 1        | 3        | 4    | 犯罪者对聚集在克鲁瑞什公园的人群进行射击，导致一人死亡，三人受伤。 |
| 2019年6月8日  | 华盛顿怀特斯旺                        | 5        | 0        | 5    | 犯罪者在向Yakama印第安人保留地射击后，导致五人丧生。 |
| 2019年6月8日  | 伊利诺伊州芝加哥                      | 0        | 4        | 4    | 在与嫌疑人发生争执后，遭到拔枪射击，导致四人受伤。 |
| 2019年6月7日  | 德克萨斯州奥斯汀                      | 0        | 5        | 5    | 在一座公园中，犯罪者对受害者进行射击，导致五人受伤。 |
| 2019年6月6日  | 伊利诺伊州芝加哥                      | 1        | 3        | 4    | 在林肯公园附近发生的一起驾车射击事件中，共有一人死亡，三人受伤。 |
| 2019年6月5日  | 加利福尼亚州圣罗莎                    | 0        | 4        | 4    | 一名少年向一个足球公园开火，导致一名11岁的男孩和另外三名男子受伤。 |
| 2019年6月1日  | 弗吉尼亚州朴茨茅斯                    | 1        | 3        | 4    | 在一起夜间发生的枪击事件中，共有一人死亡，三人受伤。 |
| 2019年6月1日  | 伊利诺伊州芝加哥                      | 0        | 4        | 4    | 一名成年男性和三名青少年在芝加哥奥斯汀社区的枪击事件中受伤。 |
| 2019年6月1日  | 伊利诺伊州芝加哥                      | 0        | 4        | 4    | 四名男子在西北大学黄金海岸校区附近的两个不同地点受伤。 |
| 2019年6月1日  | 佐治亚州亚特兰大                      | 0        | 5        | 5    | 警察在枪击事件发生后，首先发现了三名受害者，而后又有两名受害者被送往医院治疗。 |
| 2019年6月1日  | 乔治亚州梅肯                          | 0        | 4        | 4    | 犯罪者在对在街区举行的一个派对开火，导致四人受伤（三名男子，一名女子）。 |
| 2019年6月1日  | 南卡罗来纳州阿伦达_(南卡罗莱纳州)     | 0        | 5        | 5    | 五名男子在洗车时遭到枪击受伤。 |
| 2019年5月31日 | 弗吉尼亚州，弗吉尼亚比奇              | 13       | 4        | 17   | 弗吉尼亚州滩市大型枪击案:一名持枪歹徒在城市公共工程建设大楼杀死12人，打伤4人。犯罪者在被随后赶到的警方当场击毙。                                                                           |
| 2019年5月30日 | 伊利诺伊州，罗宾斯 (伊利诺伊州)       | 0        | 5        | 5    | 犯罪者驾驶汽车靠近一个大型集会并开火，造成5人受伤。 |
| 2019年5月29日 | 德克萨斯州，克里夫兰市                | 2        | 3        | 5    | 一名男子向当地一家管道公司的三名员工开枪，打死一名员工后与一名警长的副手交火，他在自杀前也受伤。                                                                                           |
| 2019年5月27日 | 新泽西州，特伦顿                      | 1        | 5        | 6    | 警方对核桃大道的枪击事件作出回应：发现一名少年死亡，五名成年人受伤。 |
| 2019年5月27日 | 华盛顿                                | 0        | 5        | 5    | 在巴里农场附近发生的一起枪击事件中，共五人受伤（其中包括一名男孩）。 |
| 2019年5月26日 | 加利福尼亚州，斯托克顿                | 1        | 3        | 4    | 警察在回应枪击事件时称：有一人死亡，三人受伤。 |
| 2019年5月26日 | 弗吉尼亚州，拉克罗斯                  | 0        | 5        | 5    | 据报道，多名持枪歹徒在一个街区聚会上开枪，造成五人受伤。 |
| 2019年5月26日 | 华盛顿                                | 1        | 3        | 4    | 一名少年在停车场被枪杀，两名妇女和一名儿童受伤。 |
| 2019年5月26日 | 伊利诺伊州，芝加哥                    | 2        | 3        | 5    | 在此次枪击事件中，两人死亡，三人受伤。据目击者称，当时有几个人聚集在一个聚会的外面。 |
| 2019年5月25日 | 俄克拉荷马州，俄克拉何马城            | 0        | 5        | 5    | 一辆SUV在停车场停下后，车内人员开始举枪射击，造成五人受伤。 |
| 2019年5月25日 | 马里兰州，巴尔的摩                    | 0        | 4        | 4    | 在麦克尔德里公园 内发生的枪击事件中，有四人受伤（其中包括一名少年）。 |
| 2019年5月25日 | 弗吉尼亚州，切萨皮克 (弗吉尼亚州)     | 1        | 9        | 10   | 在警方接到一起关于噪音和交通拥堵的投诉电话后，前往处理的途中，在事发地发生了枪战。事件共导致九人受伤，一人死亡（因伤势过重于医院中去世）。                                                 |
| 2019年5月25日 | 新泽西州，特伦顿                      | 0        | 10       | 10   | 在一家酒吧发生的枪击事件中，共有10人受伤。 |
| 2019年5月20日 | 路易斯安那州，亚历山德里亚            | 1        | 4        | 5    | 一名少年在枪击中丧生，其余五人受伤。 |
| 2019年5月20日 | 俄亥俄州哥伦布                        | 0        | 4        | 4    | 在山顶社区 附近发生的一起枪击事件中，共有四人受伤。 |
| 2019年5月20日 | 俄克拉荷马州，塔尔萨                  | 2        | 2        | 4    | 一名男子在公寓大楼内向一群人开枪射击，造成两人死亡，两人受伤。 |
| 2019年5月19日 | 俄勒冈州，波特兰                      | 0        | 5        | 5    | 在一场派对上，两名男子互相射击，导致至少五人受伤。 |
| 2019年5月18日 | 密西西比州，Cascilla社区              | 1        | 5        | 6    | 在一起因家庭纠纷而导致的枪击事件中，共一人死亡，五人受伤。 |
| 2019年5月18日 | 爱荷华州，锡达拉皮兹                  | 2        | 2        | 4    | 一名袭击者向一家烟草商店外的一辆汽车开枪，造成两人死亡，两人受伤。 |
| 2019年5月18日 | 阿拉巴马州，阿特莫尔                  | 1        | 8        | 9    | 在一场高中毕业派对上，一名持枪歹徒在争论时开枪，造成一人死亡，八人受伤。 |
| 2019年5月18日 | 加利福尼亚州，长滩                    | 1        | 5        | 6    | 一名57岁的妇女在当地一家酒吧守夜时死亡，另有五人受伤。 |
| 2019年5月18日 | 北卡罗来纳州，温斯顿-塞勒姆           | 1        | 5        | 6    | 在一起夜间街区聚会中发生的枪击事件中，一人死亡，五人受伤。 |
| 2019年5月18日 | 印第安纳州，曼西 (印第安納州)         | 0        | 7        | 7    | 在波尔州立大学校园附近的一个家庭聚会上发生的一起枪击事件中，共五人受伤。 |
| 2019年5月17日 | 加利福尼亚，萨克拉门托                | 1        | 4        | 5    | 在警方认定的一起有针对性的枪击事件中，一名妇女和包括一名4岁男孩在内的其他三人受伤。其中一名受害者后来因伤势过重死亡。                                                                      |
| 2019年5月16日 | 俄亥俄州，克利夫兰                    | 0        | 4        | 4    | 在一起枪击事件中，共四人受伤（包括两名青少年）。 |
| 2019年5月15日 | 路易斯安那州，圣罗斯                  | 0        | 4        | 4    | 在一家购物中心的停车场，两名男子发生口角，事件升级为枪击事件，造成包括两名儿童在内的四人受伤。                                                                                             |
| 2019年5月13日 | 密苏里州，圣路易斯                    | 4        | 1        | 5    | 在一所住宅发生的枪击事件中，三人死亡，两人重伤。几天后，一名受害者因伤势过重死亡，死亡人数升至四人。                                                                                       |
| 2019年5月13日 | 路易斯安那州，新奥尔良                | 0        | 4        | 4    | 在中心城附近发生的一起枪击事件中，三名男子和一名青少年受伤。 |
| 2019年5月11日 | 新泽西州，保尔斯伯勒                  | 0        | 4        | 4    | 一名男子在一场原本被报道为是说唱音乐会的活动中开枪，后来被描述为生日派对。四人被枪击中受伤，另有一人在跌倒后头部受伤。                                                                     |
| 2019年5月11日 | 宾夕法尼亚州，Chestnuthill镇          | 0        | 4        | 4    | 在一栋住宅内的发生的一起射击中，共有四人受伤。肇事者后来被捕。 |
| 2019年5月10日 | 密苏里州，圣路易斯                    | 0        | 6        | 6    | 据报道，法拉格特小学附近发生枪击事件中，有两名男子受伤，另有四人在医院确认也是此次事件受害者。                                                                                             |
| 2019年5月10日 | 宾夕法尼亚州，费城                    | 0        | 5        | 5    | 一大群成年男子遭到三名青少年的伏击，他们从一条走廊出来并开枪打伤其中五人。 |
| 2019年5月8日  | 印第安纳州，印第安纳波利斯            | 0        | 4        | 4    | 在一起印第安纳波利斯西北部发生的枪击案中，共四人受伤。 |
| 2019年5月7日  | 科罗拉多州，海兰兹牧场 (科罗拉多州)   | 1        | 8        | 9    | STEM高地牧场学院枪击案: 有关当局对STEM高地牧场学院下午1时50分左右发生的枪击事件作出反应，一名学生中弹身亡，另有八人受伤，两名嫌疑犯被警方逮捕。                                            |
| 2019年5月5日  | 新泽西州，北卑尔根                    | 1        | 4        | 5    | 枪击案发生在凌晨4点以前，事件共导致一人死亡，四人受伤。 |
| 2019年5月5日  | 加利福尼亚州，奥西诺 (加利福尼亚州)   | 0        | 6        | 6    | 警察接到报案称Oceano发生枪击事件，在现场发现六人受伤，受害者随即被送往医院治疗。 |
| 2019年5月4日  | 密苏里州，圣路易斯                    | 1        | 4        | 5    | 五人在车内被枪杀，该事件造成一人死亡，四人受伤。 |
| 2019年5月4日  | 印第安纳州，印第安纳波利斯            | 0        | 4        | 4    | 在一场街头斗殴（20-30人）中，有人拔枪射击，三名青少年和一名成年男子被射伤。 |
| 2019年5月4日  | 特拉华州，威尔明顿                    | 0        | 4        | 4    | 西27街和塔特纳尔街发生枪击事件，造成四人受伤。 |
| 2019年5月3日  | 马里兰州，巴尔的摩                    | 0        | 4        | 4    | 一名枪击观察者向警方发出了枪击事件警报，随后发现有4人受伤。 |
| 2019年5月3日  | 马里兰州，巴尔的摩                    | 0        | 5        | 5    | 紧急救援人员发现一名女性和两名年幼的儿童在枪击事件中受伤，随后确认两名男性在同一事件中受伤。                                                                                               |
| 2019年5月3日  | 德克萨斯州，达拉斯                    | 1        | 3        | 4    | 在切里伍德公园，一辆行驶而过的汽车对四名男子开枪射击，其中一名受害者因伤势过重死亡。 |
| 2019年5月1日  | 马萨诸塞州，波士顿                    | 1        | 3        | 4    | 在波士顿Dorchester社区发生的枪击事件中，一人死亡，三人受伤。 |
| 2019年4月30日 | 北卡罗来纳州，夏洛特                  | 2        | 4        | 6    | 北卡罗来纳大学夏洛特分校枪击案:北卡罗来纳大学夏洛特分校(University of North Carolina at Charlotte)的六名学生在最后一天上课时遭到枪击，其中两人死亡。这名行凶者（学生）在弹药耗尽后被拘留。 |
| 2019年4月28日 | 俄亥俄州，巴特勒县西，切斯特镇        | 4        | 0        | 4    | 四名家庭成员，三名女性和一名男性，被发现在一间公寓中惨遭枪杀。目前，嫌疑犯仍然在逃。 |
| 2019年4月28日 | 田纳西州，纳什维尔                    | 0        | 7        | 7    | 两个人在一次聚会上发生了口角并交火，在交火中有七人受伤。 |
| 2019年4月28日 | 阿拉巴马州，伯明翰                    | 0        | 4        | 4    | 在一家夜总会外，一名驾车的嫌疑人向顾客开枪，造成四人受伤。 |
| 2019年4月28日 | 马里兰州，巴尔的摩                    | 1        | 7        | 8    | 在一个十字路口，一名持枪歹徒向两处野炊地点开枪，造成一人死亡，七人受伤。 |
| 2019年4月27日 | 密西西比州，杰克逊市                  | 1        | 3        | 4    | 杰克逊南部发生的枪击事件，造成一人死亡，三人受伤。 |
| 2019年4月27日 | 密歇根州，杰克逊县                    | 0        | 4        | 4    | 四人在夜间的枪击事件中受伤。 |
| 2019年4月27日 | 加利福尼亚州，波威                    | 1        | 3        | 4    | 波威犹太教堂枪击案: 一名枪手在恰巴德犹太教堂开枪打死一人，且至少三人受伤。 |
| 2019年4月26日 | 俄克拉荷马州，雨果 (奧克拉荷馬州)     | 0        | 4        | 4    | 调查人员试图与另一犯罪嫌疑人接触时，他突然开枪射击，伤及三名儿童和他自己。 |
| 2019年4月21日 | 宾夕法尼亚州，费城                    | 0        | 4        | 4    | 四人在城市的Grays Ferry Section中受伤。 |
| 2019年4月21日 | 加利福尼亚州，洛杉矶                  | 0        | 4        | 4    | 一名犯罪嫌疑人向他们身后的车上开枪，导致四名老年人受伤。 |
| 2019年4月20日 | 田纳西州，孟菲斯                      | 0        | 7        | 7    | 七人在枪击事件中受伤，警方认为在一次大的冲突之后发生了枪击事件。 |
| 2019年4月20日 | 德克萨斯州，科珀斯克里斯蒂            | 0        | 4        | 4    | 附近的骚乱升级为枪击事件，四人受伤。 |
| 2019年4月19日 | 堪萨斯州，威奇托                      | 0        | 4        | 4    | 两名嫌疑人向参加聚会的人群连开数枪，导致四人受伤。T |
| 2019年4月18日 | 肯塔基州，路易斯维尔                  | 0        | 4        | 4    | 一辆车里的四人被另一辆车里的至少一人开枪打伤。 |
| 2019年4月16日 | 马里兰州，日耳曼敦                    | 1        | 3        | 4    | 一名18岁的男子在一条死胡同裡被驾车路过的犯罪嫌疑人开枪打死，另有三人受伤。 |
| 2019年4月14日 | 加利福尼亚州，斯托克顿                | 0        | 4        | 4    | 一名男子在酒吧内开枪，造成四名顾客受伤。 |
| 2019年4月14日 | 加利福尼亚州，瓦列霍                  | 1        | 3        | 4    | 在清晨发生的枪击事件中，一名男子死亡，另有三人受伤。 |
| 2019年4月14日 | 佛罗里达州，迈阿密                    | 2        | 2        | 4    | 在迈阿密自由城 (迈阿密)附近发生的驾车枪击事件中，两名女性死亡，一男一女受伤。 |
| 2019年4月12日 | 伊利诺伊州，卡本代尔_(伊利诺伊州)     | 0        | 4        | 4    | 四人在一家餐厅和酒吧外的枪击事件中受伤。 |
| 2019年4月11日 | 亚利桑那州，凤凰城                    | 3        | 2        | 5    | 一名男子杀死了他的妻子、两个女儿和另一名男子，并打伤了试图帮助其中一名受害者的两个人。除了他的一个女儿死于钝性创伤外，其余所有的受害者都是被枪杀（伤）。                                   |
| 2019年4月11日 | 加利福尼亚州，洛杉矶                  | 1        | 4        | 5    | 犯罪嫌疑人在洛杉矶附近的一辆汽车里，向人群开枪射击，造成一人死亡，四人受伤。 |
| 2019年4月11日 | 马里兰州，巴尔的摩                    | 0        | 4        | 4    | 四名男子在德鲁伊山公园德鲁伊山公园附近的枪击中受伤。 |
| 2019年4月9日  | 密苏里州，堪萨斯城                    | 0        | 4        | 4    | 警方在一所住宅前发现四名带有枪伤者。 |
| 2019年4月7日  | 路易斯安那州，什里夫波特              | 0        | 4        | 4    | 四人在露营公园的枪击事件中受伤。 |
| 2019年4月7日  | 印第安纳州，印第安纳波利斯            | 2        | 3        | 5    | 一家摩托车俱乐部发生枪击事件，事件造成两人死亡，三人受伤。 |
| 2019年4月7日  | 北卡罗莱纳州，温斯顿-撒冷             | 0        | 6        | 6    | 六人在当地一家酒吧外的枪击事件中受伤。 |
| 2019年4月7日  | 特拉华州，威尔明顿                    | 0        | 6        | 6    | 六名年轻人在该市东区的枪击事件中受伤。 |
| 2019年4月6日  | 伊利诺伊州，芝加哥                    | 0        | 6        | 6    | 至少六人在婴儿派对上的枪击中受伤。 |
| 2019年4月6日  | 佛罗里达州，塔拉哈西                  | 0        | 4        | 4    | 四名佛罗里达农工大学的学生在一场家庭聚会上由于争吵而发生枪击的事件中受伤。 |
| 2019年4月4日  | 佛罗里达州，巴拿马城                  | 1        | 3        | 4    | 在巴拿马城发生的枪击事件中，一人死亡，三人受伤。 |
| 2019年4月4日  | 乔治亚州，斯托克布里奇                | 3        | 2        | 5    | 两名应对疑似人质事件的警察受伤，后来发现有三人死于谋杀或自杀。 |
| 2019年4月2日  | 密西西比州，赫曼维尔                  | 0        | 4        | 4    | 一名男子在一家便利商店外驾车向四人开枪。 |
| 2019年4月2日  | 肯塔基州，卡温顿                      | 0        | 5        | 5    | 在一个十字路口，五人在驾车枪击事件中受伤。 |
| 2019年3月31日 | 伊利诺伊州，芝加哥                    | 1        | 4        | 5    | 芝加哥东加菲尔德公园发生枪击事件，造成一人死亡，四人受伤。 |
| 2019年3月31日 | 乔治亚州，亚特兰大                    | 1        | 4        | 5    | 在一次家庭聚会中，发生枪击事件，造成一人死亡，四人受伤。 |
| 2019年3月31日 | 南卡罗莱纳州，北查尔斯顿              | 0        | 7        | 7    | 在一个通宵的家庭聚会中七人被枪击受伤。 |
| 2019年3月28日 | 马里兰州，巴尔的摩                    | 0        | 4        | 4    | 一座运动场附近发生枪击事件，造成四人受伤。 |
| 2019年3月25日 | 内华达州，北拉斯维加斯                | 0        | 5        | 5    | 一次放学后的斗殴引发事件升级为枪击事件，五名青少年在事件中受伤。 |
| 2019年3月24日 | 加利福尼亚州，旧金山                  | 1        | 5        | 6    | 当地时间8点40分左右，菲尔莫尔遗产中心附近发生枪击事件，造成一人死亡，五人受伤。 |
| 2019年3月24日 | 亚利桑那州，凤凰城                    | 0        | 7        | 7    | 在一次仓库里举办的聚会中，一场打斗升级为枪击事件，导致七人受伤。 |
| 2019年3月19日 | 亚利桑那州，凤凰城                    | 2        | 4        | 6    | 一场家庭聚会上的争吵诱发枪击事件，肇事者在争吵离开后又回到聚会上，开枪打死两人，打伤四人，然后逃离现场。                                                                                   |
| 2019年3月17日 | 乔治亚州，奥古斯塔                    | 0        | 4        | 4    | 在一场由争吵升级为枪击事件中四人受伤，尽管枪手声称这是出于自卫，以防被随意袭击。 |
| 2019年3月17日 | 内华达州，拉斯维加斯                  | 0        | 4        | 4    | 清晨，拉斯维加斯El Cortez酒店和赌场发生枪击事件，造成4人受伤。嫌疑人后来被逮捕。 |
| 2019年3月17日 | 乔治亚州，罗谢尔                      | 1        | 3        | 4    | 当日清晨，两群人发生了争执诱发枪击事件，最后造成一人死亡，三人受伤。 |
| 2019年3月16日 | 新泽西州，康登县                      | 1        | 3        | 4    | 一家“住宅地下酒吧”发生枪击事件，造成一人死亡，三人受伤。 |
| 2019年3月15日 | 亚拉巴马州，莫比尔                    | 2        | 3        | 5    | 在一所房子后面发生的夜间枪击事件中，两名男子死亡，另有三人受伤。嫌疑犯第二天遭到逮捕了。                                                                                                   |
| 2019年3月14日 | 蒙大拿州，米苏拉                      | 1        | 3        | 4    | 一人被开枪打死，另外三人受伤，其中包括一名蒙大拿公路巡警。 |
| 2019年3月13日 | 伊利诺伊州，哈维                      | 1        | 3        | 4    | 一家夜总会发生枪击事件，造成一人死亡，三人受伤。 |
| 2019年3月11日 | 新泽西州，帕特森                      | 0        | 4        | 4    | 四名男子在当地一家酒店发生的枪击事件中受伤。 |
| 2019年3月10日 | 科罗拉多州，丹佛                      | 1        | 4        | 5    | 两个人之间的冲突升级为枪击事件，造成一人死亡，四人受伤。 |
| 2019年3月10日 | 路易斯安那州，什里夫波特              | 0        | 4        | 4    | 三名儿童和一名成年人在一起飞车射击事件中受伤。 |
| 2019年3月3日  | 加利福尼亚州，奥克兰                  | 0        | 4        | 4    | 一家体育酒吧中的斗殴升级为枪击事件，造成四人受伤。 |
| 2019年3月3日  | 伊利诺伊州，芝加哥                    | 0        | 6        | 6    | 一家酒吧斗殴后发生枪击事件，造成六人受伤。 |
| 2019年3月2日  | 阿肯色州，派恩布拉夫                  | 1        | 4        | 5    | 在一场聚会上，有人向一户人家开枪，造成一人死亡，四人受伤。 |
| 2019年2月28日 | 加利福尼亚州，奥克兰                  | 1        | 4        | 5    | 在一个加油站附近发生的枪击事件中，一人死亡，四人受伤。 |
| 2019年2月22日 | 亚拉巴马州，伯明翰                    | 2        | 2        | 4    | 在一户人家举行的聚会上发生枪击事件，造成两人死亡，两人受伤。 |
| 2019年2月21日 | 肯塔基州，伊丽莎白镇                  | 2        | 2        | 4    | 据信，由同一名男子犯下的两起枪击事件中，有两人死亡，另有两人受伤。 |
| 2019年2月21日 | 马里兰州，巴尔的摩                    | 1        | 4        | 5    | 巡逻警察对枪击做出反应，调查发现一名男性死者和四名受伤的受害者。 |
| 2019年2月21日 | 德克萨斯州，休斯顿                    | 2        | 2        | 4    | 在一户人家的屋顶上由争吵引发枪击事件，犯罪嫌疑人开枪打死两人，打伤两人。 |
| 2019年2月20日 | 田纳西州，卡温顿                      | 0        | 4        | 4    | 三名成年人和一名青少年在一户人家中受伤，据推测该事件具有针对性。 |
| 2019年2月18日 | 密歇根州，梭伦镇，肯特县              | 4        | 0        | 4    | 一名28岁的妇女杀死了她的三个孩子，分别是8岁、6岁和2岁，然后自杀。 |
| 2019年2月17日 | 印第安纳州，埃文斯维尔                | 0        | 5        | 5    | 一家酒吧外发生枪击事件，造成五人受伤。两名嫌疑人被警方拘留。 |
| 2019年2月17日 | 德克萨斯州，亨德森                    | 2        | 2        | 4    | 在一处公寓大楼发生的枪击事件中，两人受伤，两人死亡。嫌疑人后来在路易斯安那州的邊維爾縣被逮捕。                                                                                             |
| 2019年2月17日 | 路易斯安那州，新奥尔良                | 1        | 5        | 6    | 在警方的一次抓捕行动中，犯罪嫌疑人开枪射击，引发枪战，导致一人死亡，五人受伤。 |
| 2019年2月16日 | 密西西比州，克林顿                    | 4        | 0        | 5    | 警方对一处住宅的家庭纠纷作出了回应：嫌疑人一到机场就向警察开枪，导致长达12小时的人质对峙。四人被杀，嫌疑人被拘留后死亡。                                                                   |
| 2019年2月15日 | 伊利诺伊州，奥罗拉                    | 6        | 6        | 12   | 伊利诺斯州奥罗拉枪击案:一名男子在其工作场所开枪，打死五名雇员，打伤五名警察和一名平民，随后被警察击毙。                                                                                    |
| 2019年2月14日 | 佛罗里达州，杰克逊维尔                | 2        | 2        | 4    | 在一个公园的篮球场附近发生打斗后，多人开始相互射击，该事件造成两人死亡，两人受伤。 |
| 2019年2月11日 | 德克萨斯州，利文斯顿                  | 5        | 0        | 5    | 一名家庭成员听到枪声，经过调查，发现四名成年人和一名幼儿死亡。 |
| 2019年2月9日  | 弗吉尼亚州，彼得斯堡                  | 0        | 4        | 4    | 一座公寓大楼外发生的枪击事件中，有四人受伤。 |
| 2019年2月6日  | 布鲁克林，纽约                        | 1        | 3        | 4    | 东部时间10:30左右，一幢公寓楼大堂发生枪击事件，造成一名男子死亡，另有三人受伤。 |
| 2019年2月6日  | 俄亥俄州，克利夫兰                    | 1        | 3        | 4    | 克利夫兰的克拉克富尔顿附近发生枪击事件，造成一人死亡，三人受伤。 |
| 2019年2月5日  | 德克萨斯州，圣安东尼奥                | 2        | 2        | 4    | 枪手推开一间公寓的门，朝里面开枪，随后逃跑，造成一男一女死亡，两人受伤。 |
| 2019年2月4日  | 华盛顿哥伦比亚特区                    | 0        | 5        | 5    | 四名男子和一名小学学龄女孩在公交车站发生的枪击事件中受伤。 |
| 2019年2月4日  | 路易斯安那州，巴吞鲁日                | 0        | 4        | 4    | 清晨发生的枪击事件造成四人受伤。 |
| 2019年2月3日  | 伊利诺伊州，芝加哥                    | 2        | 5        | 7    | 当地时间凌晨2点左右，一家俱乐部外发生枪战，造成两人死亡，五人受伤。 |
| 2019年2月1日  | 加利福尼亚州，圣地亚哥                | 0        | 4        | 4    | 一场家庭聚会上发生了打斗，有人开枪射击，造成四人受伤。 |
| 2019年1月28日 | 德克萨斯州，休斯顿                    | 2        | 4        | 6    | 山核桃公园突击搜查四名警察在休斯顿东南部执行逮捕令时被枪杀，两名房主被杀。 |
| 2019年1月27日 | 亚拉巴马州，伯明翰                    | 0        | 5        | 5    | 警方接到报警后发现有五人受了枪伤，其中两名受害者受了致命伤。 |
| 2019年1月26日 | 亚拉巴马州，纽瓦克                    | 1        | 3        | 4    | 一名枪手向参加烛光守夜活动的人开枪，造成一人死亡，三人受伤。 |
| 2019年1月26日 | 印第安纳州，印第安纳波利斯            | 0        | 5        | 5    | 一名男子被要求离开酒吧，没过多久，他又返回了酒吧，朝五人开枪，其中两人伤势严重。 |
| 2019年1月26日 | 印第安纳州，奥尔巴尼                  | 0        | 4        | 4    | 在一所住宅前发现两名受枪伤的人，另有两名因同一次枪击而受伤的人被送往医院。 |
| 2019年1月26日 | 路易斯安那州，阿森松堂区&利文斯顿堂区 | 5        | 0        | 5    | 2019年1月路易斯安那州枪击案：一名21岁的男子在路易斯安那州的两个教区枪杀了包括他的父母在内的五人。 The suspect fled to Virginia and was arrested the next day.                              |
| 2019年1月26日 | 宾夕法尼亚州立大学                    | 4        | 1        | 5    | 一名男子在当地一家酒吧内杀死两人，打伤一人，然后开车离开，闯入一户人家，杀死房主，然后自杀。                                                                                               |
| 2019年1月24日 | 佐治亚州，罗克马特                    | 4        | 1        | 5    | 一名男子在两起枪击事件中打死四人，打伤一人。 |
| 2019年1月23日 | 佛罗里达州，锡布灵                    | 5        | 0        | 5    | 2019年锡布灵枪击案:至少五人在人质劫持事件和银行枪击案中丧生。嫌疑犯被警方拘留。 |
| 2019年1月20日 | 佛罗里达州，迈阿密                    | 0        | 4        | 4    | 三名成年人和一名儿童在参加街区聚会时遭遇枪击受伤。 |
| 2019年1月19日 | 南卡罗来纳州，加夫尼                  | 1        | 4        | 5    | 一家夜总会发生枪击事件，造成一人死亡，四人受伤。 |
| 2019年1月19日 | 佛罗里达州，杰克逊维尔                | 3        | 2        | 5    | 一名男子在自杀前杀死了两人，打伤了另外两人。 |
| 2019年1月19日 | 宾夕法尼亚州，黎巴嫩                  | 0        | 4        | 4    | 发生在一栋大楼中的枪击事件带有明显的针对性，该事件导致四人受伤。 |
| 2019年1月19日 | 伊利诺伊州，芝加哥                    | 0        | 4        | 4    | 清晨，三名妇女和一名男子卷入打斗，并在随后的枪击中受伤。 |
| 2019年1月19日 | 德克萨斯州，休斯敦                    | 3        | 2        | 5    | 在一次疑似入室抢劫的案件中，房主开枪射伤两人，射杀三人。 |
| 2019年1月17日 | 肯塔基州，欧文斯伯勒                  | 3        | 1        | 4    | 枪击案发生在一户人家，造成三人死亡，一人受伤。与枪击事件有关的两名男子被逮捕。 |
| 2019年1月16日 | 佛罗里达州，杰克逊维尔                | 1        | 5        | 6    | 在枪击中，一名男子被杀，另有五人受伤。杰克逊维尔市长称枪击事件与帮派有关，但死者的姐姐对这一说法表示质疑。                                                                                 |
| 2019年1月16日 | 加利福尼亚州，棕榈谷                  | 3        | 1        | 4    | 枪击案造成三人死亡，一人受伤。 |
| 2019年1月15日 | 阿肯色州，小石城                      | 1        | 4        | 5    | 在当地一家冰淇淋店里，一场枪战导致了枪击事件的发生。一名男子死亡，四人受伤，其中包括涉嫌开枪的人。                                                                                         |
| 2019年1月13日 | 亚利桑那州，凤凰城                    | 1        | 5        | 6    | 一家汽车旅馆中发生的争吵升级为枪击事件。该事件导致一人死亡，五人受伤。 |
| 2019年1月6日  | 新墨西哥州，罗斯维尔                  | 0        | 4        | 4    | 一名男子在一次聚会上争吵后开枪打伤了四人。他在同一天被捕。 |
| 2019年1月4日  | 弗吉尼亚州，赫特                      | 3        | 2        | 5    | 一名男子在家中杀死了自己的妻子和儿子，并打伤了车内的两人，然后自杀。 |
| 2019年1月4日  | 德克萨斯州，休斯顿                    | 1        | 3        | 4    | 一名男子打伤了他的兄弟和两个朋友，随后被赶到的警察击毙。 |
| 2019年1月4日  | 加利福尼亚州，托伦斯                  | 3        | 4        | 7    | 在托伦斯保龄球馆的争吵升级为打斗，有三人被枪杀，至少还有四人受伤。一名假释出狱的嫌疑人被逮捕了。                                                                                           |
| 2019年1月3日  | 德克萨斯州，得克萨斯城                | 3        | 1        | 4    | 在一起入室盗窃案中，三名六岁以下儿童和一名受伤妇女被枪击死亡。 |
| 2019年1月2日  | 阿肯色州，琼斯伯勒 (阿肯色州)         | 1        | 3        | 4    | 在一次入室抢劫中，一名16岁的男孩被杀，另有三人受伤。 |
| 2019年1月1日  | 南卡罗莱纳州，哥伦比亚                | 0        | 5        | 5    | 当地时间早上6点左右，五人在一家夜总会外被开枪打伤。 |
| 2019年1月1日  | 佛罗里达州，塔拉哈西                  | 0        | 5        | 5    | 当地时间凌晨3点左右，五人在大学城购物中心中枪受伤。 |

## 统计数据
| 一个月 | 大规模枪击事件 | 总死亡人数 | 总伤者人数 | 发生在学校 | 发生在礼拜的地方 |
| ------ | -------------- | ---------- | ---------- | ---------- | ---------------- |
| 一月   | 28             | 48         | 86         | 0          | 0                |
| 二月   | 22             | 38         | 68         | 0          | 0                |
| 三月   | 21             | 13         | 89         | 0          | 0                |
| 四月   | 34             | 23         | 136        | 1          | 1                |
| 五月   | 43             | 40         | 181        | 1          | 0                |
| 六月   | 48             | 34         | 217        | 0          | 0                |
| 七月   | 52             | 50         | 202        | 0          | 0                |
| 八月   |                |            |            |            |                  |
| 九月   |                |            |            |            |                  |
| 十月   |                |            |            |            |                  |
| 十一月 |                |            |            |            |                  |
| 十二月 |                |            |            |            |                  |
| 合计   | 248            | 246        | 979        | 2          | 1                |

## 记录
1. 1 2 3 4 5 6 7 8 9 10 11 12 13 14 15 16 17 18 19 20 21 22 23 24 25 26  Including the perpetrator or suspect